# 多摩っ子バブルス
多摩っ子バブルス（たまっこバブルス）とは、東京都昭島市に拠点を持つダンススクールである。
公演活動としては、多摩地区での公演・イベントへの出演等が主である。一方で全国放送のテレビ番組やCMへの出演、また各種アーティストによるコンサートにおいてバックダンサーやコーラス、アーティストPV出演、有名アーティスト撮影時のスタンドイン等の活動も行っている。レッスンクラスは　ジャズダンス、ヒップホップダンス、タップダンス、クラシックバレエ、フラダンス、演技、アクロバット、の他、ボーカル、ボイストレーニング、コーラス、大人初心者のためのタップダンス、男の子だけのクラス、ピアノ個人指導があり、2歳から大人まで随時入会可能。
1979年に東京都昭島市に誕生し、前身であるピアノと歌の教室「昭島音楽教室」から、現在ではダンス・スクールがメインとなる｢多摩っ子バブルス｣という名称となる。創設50年以上の歴史があるダンス・スクールで、OG、OBをあわせるとその人数は2,000人以上となり、プロダンサー、アーティスト、アイドルとしてOG、OBが多数活躍中である。ジャズダンス、タップダンス、クラシックバレエ、ヒップホップ、アクロバット、フラダンス、演技、ボーカル、コーラス、ロックギター、オーディション対策他の各クラスがあり、ピアノ、声楽、ボイストレーニングは個人レッスンも可。
初心者からプロまで様々な生徒の皆さんが学んでいます。
他のスクールと違う特徴は、一般には出来ないTV番組、TVCM、アーティスト・プロモーションビデオに多数出演をしている点と、女の子でも男装をして宝塚のように舞台で男役を演じられる、毎年1度行われる大掛かりな公演。普通のダンス教室では体験出来ない本格的な公演に出演、舞台・音響・照明等の演出も一流のスタッフが作り上げている。
また、老人ホームや障害者施設などへの慰問他、さまざまな活動を通し、歌やダンスを通しての人とのコミュニケーション、大切さを学び、放課後活動の充実、情操教育にもつなげている。

## 出演歴

### TVCM
- KIRIN「午後の紅茶」「氷結」
- アース製薬「アースジェット」
- ピザーラ「エビマヨ」「カニマヨ」「イチキュッパ」
- 明治製菓「果汁グミ」「チョコレート」
- マクドナルド「ハッピーセット」
- グリコ「プッチンプリン」
- 京都銘菓「こたべ」
- 山崎製パン「ランチパック」
- 東洋水産「麺づくり」
- NTT ドコモ光「ずんどこ節」
- バンダイナムコゲームス「アイドルマスター シンデレラガールズ スターライトステージ」

### TV番組
NHK「おかあさんといっしょ」「歴史にドキリ」「紅白歌合戦」
日本テレビ「ハッピーミュージック」「ベストアーティスト」
TBS「カウントダウンTV」「レコード大賞」「カミスン」　
テレビ朝日　「ミュージック・ステーション」「ドラえもん」
フジテレビ「SMAP×SMAP」「be-ポンキッキーズ」「爆チュー問題のクリスマス」「じゃじゃじゃじゃ〜ン!」
テレビ東京「愛ラブSMAP」

### ミュージックビデオ
いきものがかり「じょいふる」
木村カエラ「Ring a Ding Dong」
Flags「戦国BASARA・エンディングテーマ」
きゃりーぱみゅぱみゅ「PONPONPON」
ASIAN KUNG-FU GENERATION「踵で愛を打ち鳴らせ」
ハナエ「神様はじめました」
CHARA「オルタナガールフレンド
木村カエラ「OLE!OH!」
OK GO「I Won't Let You Down」（MTV Video Music Award 最優秀振付け賞受賞曲）
NEWS「チュム チュム」 
サカナクション「新宝島」
SEKAI NO OWARI「SOS」
Little Glee Monster「私らしく生きてみたい」
SEKAI NO OWARI「Hey HO」 
- 多摩っ子バブルス公式ホームページ